# Волков, Василий Григорьевич
Василий Григорьевич Волков (1924, Суджа — 1 мая 1945) — старший разведчик взвода управления 111-го гвардейского гаубичного артиллерийского полка Резерва Верховного Главнокомандования, гвардии красноармеец — на момент представления к награждению орденом Славы 1-й степени. Один из полных кавалеров ордена Славы, награждённых в годы войны четырьмя орденами Славы.

## Биография
Родился в 1924 году в городе Суджа (ныне — Курской области). В 1941 году окончил 7 классов железнодорожной школы № 77. В 1941-43 годах находился на временно оккупированной врагом территории.
В марте 1943 года был призван в Красную Армию Суджанским райвоенкоматом. В боях Великой Отечественной войны с апреля 1943 года. Весь боевой путь прошел в составе 111-го гвардейского гаубичного артиллерийского полка Резерва Верховного Главнокомандования, был разведчиком-наблюдателем.
Участник сражения на Курской дуге летом 1943 года. За время боев на Белгородском направлении обнаружил 2 батареи и 5 пулеметных точек, которые были подавлены огнём батареи. Был награждён медалью «За отвагу». В 1944 году вступил в ВКП.
При форсировании реки Днепр гвардии красноармеец Волков в числе первых переправился на правый берег, занял наблюдательный пункт обнаружил 2 минометные батареи врага, которые сразу же были подавлены огнём нашей артиллерии. 3 января 1944 года у города Белая Церковь при отражении атаки поднял в контратаку взвод пехоты, лично уничтожил 6 вражеских солдат. 6 февраля, при уточнении переднего края обороны противника, столкнулся с группой противников. В перестрелке убил 3 противников, вернувшись в своё расположение доложил о точном местонахождении противника.
Приказом командующего артиллерией 1-го Украинского фронта от 16 марта 1944 года гвардии красноармеец Волков Василий Григорьевич награждён орденом Славы 3-й степени.
Летом 1944 года, в период подготовки к прорыву обороны врага южнее города Луцк, гвардии красноармеец Волков обнаружил и засек 2 минометные батареи, которые при артоподготовке были уничтожены. В ходе продвижения вперед обнаружил артиллерийскую батарею, которая также была уничтожена. 20 июля в составе группы разведчиков ворвался в город Рава-Руская, в рукопашном бою уничтожил трех противников. Был представлен к награждению орденом Красного Знамени. Несмотря на то, что в наградном листе был уже указан орден Славы 3-й степени, командующий артиллерией 13-й армии изменил статус награды, снова на орден Славы той же степени.
Приказом по войскам 13-й армии от 1 сентября 1944 года гвардии красноармеец Волков Василий Григорьевич награждён орденом Славы 3-й степени повторно.
8 сентября 1944 года в бою на Сандомирском плацдарме в районе города Опатув гвардии красноармеец, находясь на передовом наблюдательном пункте, обнаружил артиллерийскую батарею противника и 2 пулемета, которые были подавлены огнём батареи. Вовремя обнаружил готовящегося к контратаке противника и доложил командиру. Огнём нашей артиллерии было подожжено 2 бронетранспортера и до двух взводов противника. Отражая контратаки противника, в течение 6 часов с другими бойцами удерживал важную высоту, лично из автомата уничтожил около 20 противников. Был представлен к награждению орденом Отечественной войны 2-й степени.
Приказом по войскам 13-й армии от 11 ноября 1944 года гвардии красноармеец Волков Василий Григорьевич награждён орденом Славы 2-й степени.
В январе 1945 года при прорыве долговременно обороны противника на Сандомирском плацдарме гвардии красноармеец Волков двигался в боевых порядках передового батальона, ведя непрерывную разведку противника. Одним из первых ворвался в местечко Шилдув, обнаружил засаду противника и возглавил группу бойцов по её уничтожению. При форсировании реки Одер обнаружил 4 тщательно замаскированные огневые точки противника, которые были уничтожены огнём артиллерии. Был представлен к награждению орденом Славы 1-й степени.
1 мая 1945 года гвардии красноармеец Волков погиб в бою. Похоронен в районе населенного пункта Панплиц.

## Награды
Указом Президиума Верховного Совета СССР от 27 июня 1945 года за образцовое выполнение боевых заданий командования на фронте борьбы с немецкими захватчиками и проявленные при этом доблесть и мужество гвардии красноармеец Волков Василий Григорьевич награждён орденом Славы 1-й степени. Стал полным кавалером ордена Славы.
Награждён орденами Славы 1-й и 2-й степени, двумя орденами Славы 3-й степени, медалью «За отвагу».